# Kim Stanley Robinson
Kim Stanley Robinson (ur. 23 marca 1952) w Waukegan – amerykański pisarz science fiction, autor wielokrotnie nagradzanej trylogii marsjańskiej. Od początku swojej kariery spotykał się z szerokim uznaniem czytelników i krytyków. Jest uważany za jednego z czołowych żyjących twórców amerykańskiej literatury fantastycznonaukowej.
W swojej twórczości często sięga po tematykę ekologiczną i socjologiczną. Wiele z jego powieści wydaje się być skutkiem osobistych zainteresowań, na przykład jego najsłynniejszy cykl był owocem wieloletniej fascynacji Marsem i 15-letniego okresu badań na jego temat.

## Życiorys
Urodził się w Waukegan w stanie Illinois. Studiował w Kalifornii. W 1974 otrzymał dyplom bakałarza (bachelor) z literatury na University of California, San Diego. Kontynuował naukę w Boston University, gdzie w 1975 otrzymał dyplom magistra (Master) języka angielskiego. W 1982 uzyskał doktorat z języka angielskiego na University of California, San Diego. Jego rozprawa doktorska pod tytułem „The Novels of Philip K. Dick” (Powieści Philipa K. Dicka) została opublikowana w 1984.
Pasjonuje się wspinaczką górską, co miało wyraźny wpływ na część jego prac, najwyraźniej na “Antarktykę”, trylogię marsjańską i „Forty Signs of Rain”.
W 1982 ożenił się z Lisą Howland Nowell, chemiczką. Mają dwóch synów. Mieszkał w Kalifornii, także w Dystrykcie Kolumbii oraz w Szwajcarii (w latach 80.). Obecnie zamieszkuje w uniwersyteckim mieście Davis w stanie Kalifornia.

## Twórczość

### Powieści

#### Trylogia marsjańska
- Czerwony Mars (Red Mars, 1992, polskie wydanie: Prószyński i S-ka, 1998, ISBN 83-7180-056-8)
- Zielony Mars (Green Mars, 1994, polskie wydanie: Prószyński i S-ka, 1998, ISBN 83-7180-674-4)
- Błękitny Mars (Blue Mars, 1996, polskie wydanie: Prószyński i S-ka, 1998, ISBN 83-7180-258-7)

#### Trylogia „Orange County” (znana też jako „Trzy Kalifornie”)
- Dziki brzeg (The Wild Shore, 1984, polskie wydanie: Zysk i S-ka, 1998, ISBN 83-7150-277-X)
- Złote wybrzeże (The Gold Coast, 1988, polskie wydanie: Zysk i S-ka, 1999, ISBN 83-7150-534-5)
- Pacific Edge (1990)

#### Capital Code
- Forty Signs of Rain (2004)
- Fifty Degrees Below (2005)
- Sixty Days and Counting (2007)

#### Inne powieści
- Icehenge (1984)
- The Memory of Whiteness (1985)
- A Short, Sharp Shock (1990)
- Antarktyka (Antarctica, 1997, polskie wydanie: Prószyński i S-ka, 1999, ISBN 83-7180-496-2)
- Lata ryżu i soli (The Years of Rice and Salt, 2002, polskie wydanie: Wydawnictwo Dolnośląskie, 2007, ISBN 978-83-245-8521-2)
- Galileo’s Dream (2009)
- 2312 (2012, polskie wydanie: Fabryka Słów, 2013)
- Shaman – A novel of the Ice Age (2013)
- Aurora (2015)
- New York 2140 (2017)
- Red Moon (2018)
- The Ministry for the Future (2020)

### Krótkie utwory

#### Zbiory opowiadań
- The Planet on the Table (1986)
- Ucieczka z Katmandu (Escape from Katmandu 1989, polskie wydanie: Zysk i S-ka, 1996, ISBN 83-7150-099-8)
- Remaking History and Other Stories (1991)
- The Martians (1999)
- Vinland the Dream and Other Stories (2002)
- The Best of Kim Stanley Robinson (2010)

#### Lista opowiadań
- „A History of the Twentieth Century, with Illustrations” (w: Vinland the Dream, oryginalnie opublikowane w Isaac Asimov’s Science Fiction Magazine, 1991, poprawione do Remaking History)
- „A Martian Childhood”
- „A Martian Romance” (w: The Martians)
- „A Sensitive Dependence on Initial Conditions” (w: Vinland the Dream)
- „A Short, Sharp Shock”
- „A Transect”
- „An Argument for the Deployment of All Safe Terraforming Technologies” (w: The Martians)
- „Arthur Sternbach Brings the Curveball to Mars” (w: The Martians)
- „Before I Wake”
- „Big Man w Love” (w: The Martians)
- „Black Air” (w: Vinland the Dream, oryginalnie opublikowane w The Magazine of Fantasy and Science Fiction, 1983)
- „Coming Back to Dixieland” (w: Vinland the Dream, oryginalnie opublikowane w Orbit, 18)
- „Coyote Makes Trouble” (w: The Martians)
- „Coyote Remembers” (w: The Martians)
- „Discovering Life” (w: Vinland the Dream i w: The Martians)
- „Down and Out w the Year 2000”
- „Enough is as Good as a Feast” (w: The Martians)
- „Escape from Katmandu” (w: Escape from Katmandu)
- „Exploring Fossil Canyon” (w: The Martians)
- „Festival Night”
- „Four Teleological Trails” (w: The Martians)
- „Glacier”
- „Green Mars” (w: The Martians)
- „If Wang Wei Lived on Mars and Other Poems” (w: The Martians)
- „Jackie on Zo” (w: The Martians)
- „Keeping the Flame” (w: The Martians)
- „Maya and Desmond” (w: The Martians)
- „Mercurial” (w: Vinland the Dream, oryginalnie opublikowane w Universe, 15)
- „Michel in Antarctica” (w: The Martians)
- „Michel in Provence” (w: The Martians)
- „Mother Goddess of the World” (w: Escape from Katmandu)
- „Muir on Shasta” (w: Vinland the Dream)
- „Odessa” (w: The Martians)
- „On the North Pole of Pluto”
- „Our Town”
- „Purple Mars” (w: The Martians)
- „Remaking History” (w: Remaking History and Vinland the Dream, oryginalnie opublikowane w Gregory Benford/Martin H. Greenberg What Might Have Been)
- „Ridge Running” (w: Vinland the Dream, oryginalnie opublikowane w The Magazine of Fantasy and Science Fiction, 1984)
- „Salt and Fresh” (w: The Martians)
- „Saving Noctis Dam” (w: The Martians)
- „Sax Moments” (w: The Martians)
- „Selected Abstracts from The Journal of Aerological Studies” (w: The Martians)
- „Sexual Dimorphism” (w: The Martians)
- „Some Worknotes and Commentary on the Constitution, by Charlotte Dorsa Brevia” (w: The Martians)
- „Stone Eggs” (w: Vinland the Dream, oryginalnie opublikowane w Universe, 13)
- „The Archaeae Plot” (w: The Martians)
- „The Blind Geometer”
- „The Constitution of Mars” (w: The Martians)
- „The Disguise” (w: Vinland the Dream, oryginalnie opublikowane w Orbit, 19)
- „The Kingdom Underground” (w: Escape from Katmandu)
- „The Lucky Strike” (w: Vinland the Dream, oryginalnie opublikowane w Universe, 14)
- „The Lunatics”
- „The Memorial”
- „The Part of Us That Loves”
- „The Return from Rainbow Bridge”
- „The Translator”
- „The True Nature of Shangri-La” (w: Escape from Katmandu)
- „The Way the Land Spoke to Us” (w: The Martians)
- „To Leave a Mark”
- „Venice Drowned” (w: Vinland the Dream, oryginalnie opublikowane w Universe, 11)
- „Vinland the Dream” (w: Vinland the Dream, oryginalnie opublikowane w Remaking History)
- „What Matters” (w: The Martians)
- „Whose ‘Failure of Scholarship’?”
- „Zürich”

## Nagrody

### Nagroda Hugo
- 1994 – za powieść Zielony Mars
- 1997 – za powieść Błękitny Mars

### Nebula
(wg źródła)
- 1987 – za opowiadanie Ślepy geometra (The Blind Geometer)
- 1993 – za powieść Czerwony Mars
- 2012 – za powieść 2312

### Nagroda im. Johna W. Campbella(John W. Campbell Memorial Award)
- 1989 – za The Gold Coast
- 1991 – za Pacific Edge
- 1997 – za powieść Błękitny Mars

### Nagroda Locusa
- 1985 – za najlepszy debiut, powieść Dziki brzeg
- 1991 – za opowiadanie A Short, Sharp Shock
- 1994 – za powieść Zielony Mars
- 1997 – za powieść Błękitny Mars
- 2000 – za zbiór opowiadań The Martians
- 2003 – za powieść The Years of Rice and Salt

### Inne nagrody
- 1984 – World Fantasy Award – za opowiadanie Black Air
- 1984 – SF Chronicle Award – za opowiadanie Black Air
- 1988 – Asimov’s Readers’ Poll – za opowiadanie Mother Goddess of the World
- 1992 – Nagroda BSFA dla najlepszej powieści – za powieść SF Czerwony Mars
- 1992 – SF Chronicle Award – za opowiadanie Vinland the Dream
- 2016 – Robert A. Heinlein Award – za całokształt twórczości
- 2018 – Arthur C. Clarke Award for Imagination in Service to Society – za całokształt twórczości